# Irinel Voicu
Irinel Voicu est un footballeur roumain né le 9 mai 1977 à Târgoviște. Il évolue au poste de défenseur central du milieu des années 1990 au début des années 2010.

## Biographie
Il dispute 145 rencontres de championnat de Roumanie pour six buts inscrits ainsi que 110 rencontres pour trois buts marqués en division 2.

## Carrière
- 1995-96 : FCM Târgoviște  Roumanie
- 1996-97 : FCM Târgoviște  Roumanie
- 1997-98 : FCM Târgoviște  Roumanie
- 1998-99 : FCM Târgoviște  Roumanie
- 1999-00 : Rocar Bucarest  Roumanie
- 2000-01 : Rocar Bucarest  Roumanie
- 2001-02 : Politehnica Timișoara  Roumanie
- 2002-03 : Politehnica Timișoara  Roumanie
- 2003-04 : Politehnica Timișoara  Roumanie
- 2004-05 : Politehnica Timișoara  Roumanie
- 2005-06 : FC Vaslui  Roumanie
- 2005-06 : Unirea Urziceni  Roumanie
- 2006-07 : Unirea Urziceni  Roumanie
- 2007-08 : Dacia Mioveni  Roumanie